# Phanoderma ocellatum
Phanoderma ocellatum är en rundmaskart som beskrevs av Nathan Augustus Cobb 1920. Phanoderma ocellatum ingår i släktet Phanoderma och familjen Phanodermatidae. Inga underarter finns listade i Catalogue of Life.